# Everett Franklin Bleiler
Everett Franklin Bleiler (geboren am 30. April 1920 in Massachusetts; gestorben am 13. Juni 2010 in Interlaken, New York) war ein Herausgeber, Bibliograph, Kritiker und Literaturwissenschaftler in den Genres Science-Fiction, Fantasy, Horror-  und Detektivgeschichte.

## Leben
Bleiler studierte zunächst in Harvard, wo er 1942 in Anthropologie graduierte. Nach dem Zweiten Weltkrieg schloss er an der University of Chicago mit einem Grad in Kulturgeschichte ab.
In dieser Zeit ergab sich ein Kontakt zu T. E. Dikty der mit einigen anderen bereits Anfang der 1940er Jahre geplant hatte, eine umfassende Bibliographie der Science-Fiction-Literatur herauszubringen. Das Projekt war durch den Krieg unterbrochen worden und hatte sich nicht materialisiert, Bleiler zeigte sich aber interessiert, die Aufgabe zu übernehmen und begann mit der Arbeit, deren Ergebnis die Checklist of Fantastic Literature war, die 1948 in dem von T. E. Dikty, Erle Melvin Korshak und Mark Reinsberg gegründeten Verlag Shasta Publishers erschien. Eine zweite Auflage folgte 1972 und eine dritte, aktualisierte 1978, nun unter dem Titel The Checklist of Science-Fiction and Supernatural Fiction. Die Checklist war lange Jahre das bibliographische Standardwerk der Science-Fiction, wobei Bleiler keine engen Genre-Grenzen setzte, sondern Fantasy, Weird Fiction und Supernatural Horror mit einschloss. Erst durch aktuellere Arbeiten von Donald H. Tuck und Robert Reginald, wurde die Bedeutung der Checklist schließlich relativiert.
In den folgenden Jahren gab Bleiler zusammen mit Dikty Anthologie-Serien von Best-Of-Jahrbüchern heraus, nämlich Best SF Stories (6 Bde., 1949–1954) mit Kurzgeschichten und Year's Best SF Novels (3 Bde., 1952–1954) mit etwas längeren Erzählungen und Kurzromanen, die beide bei Frederick Fell Publishers in New York erschienen.
1955 begann Bleiler für den Verlag Dover Publications zu arbeiten, zunächst als Werbetexter, bald aber als Herausgeber und Übersetzer – Bleiler war sprachbegabt und beherrschte eine ganze Reihe von Sprachen, darunter Deutsch und Japanisch, für die er jeweils eine bei Dover erschienene Grammatik verfasste. 1967 wurde er stellvertretender Geschäftsführer und übte, insbesondere im Bereich der Phantastik, einen merklichen Einfluss auf das Verlagsprogramm aus. Er wirkte als Herausgeber von Anthologien viktorianischer Geister- und Detektivgeschichten, aber auch von Dime Novels, etwa der Komplettausgabe der Frank-Reade-Serie in 10 Bänden, von Klassikern des Gothic Novel wie Walpoles The Castle of Otranto oder William Beckfords Vathek, Sammlungen von klassischen Erzählern der Phantastik wie Arthur Machen, Lord Dunsany, Gustav Meyrink und Paul Busson.
1977 verließ Bleiler Dover, arbeitete dann noch 10 Jahre für Charles Scribner’s Sons und setzte sich zur Ruhe, jedenfalls was eine Arbeit als Angestellter betraf.
Tatsächlich hatte er 1983 den Guide to Supernatural Fiction vorgelegt, eine Arbeit, die in ihrem Umfang und ihrer Tiefe weit über die Checklist hinausging, die außer knappen bibliographischen Angaben zu jedem Titel den Inhalt lediglich durch Buchstabencodes grob klassifiziert hatte. Nun gab Bleiler auf 729 Seiten zu knapp 1800 zwischen 1750 und 1960 erschienenen Werken jeweils neben einer Kurzbiographie des Autors eine ca. 250 bis 500 Worte lange Inhaltsangabe. 
Supernatural Fiction weist zwar Überschneidungen mit Science-Fiction und Fantasy auf, der Guide war natürlich dennoch weder Nachfolger noch Supplement für die Checklist.
Etwas derartiges folgte dann 1991 und 1998 in Gestalt zweier großformatiger, gewichtiger Bände, die Bleiler zusammen mit seinem Sohn Richard Bleiler schrieb.
Der erste Band Science Fiction: The Early Years behandelt dabei die Zeit bis 1930, der zweite, Science-Fiction: The Gernsback Years behandelt spezifisch in den Pulp-Magazinen des Jahrzehnts von 1926 bis 1936 erschienene Texte. Beide Bände entsprechen in der Struktur dem Guide, das heißt, sie sind alphabetisch nach Autoren geordnet, wobei der Kurzbiographie des Autors chronologisch geordnet und durchnummeriert die Einträge zu dessen Texten folgen, jeweils mit bibliographischen Daten, Inhaltsangabe und mehr oder minder expliziter knapper Bewertung. The Early Years enthält Einträge zu 2.475 Titeln,  The Gernsback Years hat 1.835 Einträge.
Von der Kritik wurden die beiden Bände enthusiastisch aufgenommen. R. D. Mullen schrieb beispielsweise über The Early Years:

„Das ist das Buch, auf das ich fast mein ganzes Leben gewartet habe. Verfasst von unserem hervorragenden Kenner populärer Literatur, ist es die wertvollste bibliographische Arbeit zum Thema, was sich auch kaum ändern wird, denn wer als Everett F. Bleiler könnte das nötige Lesepensum bewältigen?“

Und David Pringle nannte die Gernsback Years eine „monumentale Errungenschaft“.
Beide Bände wurden für die Hugo Awards nominiert, der erste wurde 1992 mit dem Locus Award ausgezeichnet.
Neben seinen Büchern und Anthologien verfasste Bleiler über 100 Artikel, Essays und Einleitungstexte sowie über 6.000 Rezensionen. Wenige Jahre vor seinem Tod veröffentlichte Bleiler noch zwei Romane, die er in den 1970er Jahren geschrieben hatte, nämlich Firegang, eine Fantasy-Erzählung um die Weltesche Yggdrasil, und Magistrate Mai and the Invisible Murderer, eine Detektivgeschichte aus dem alten China.
Bleiler starb 2010 im Alter von 90 Jahren.
Sein Nachlass befindet sich in der Cushing Library der Texas A&M University.

## Auszeichnungen
- 1978: World Fantasy Award (Spezialpreis)
- 1984: Pilgrim Award für das Lebenswerk
- 1988: World Fantasy Award für das Lebenswerk
- 1992: Locus Award für Science-Fiction: The Early Years
- 1994: First Fandom Hall of Fame Award
- 2004: International Horror Guild Award als „lebende Legende“

## Bibliographie

### Sachliteratur
- Essential German Grammar (1961, mit Guy Stern)
- Essential Japanese Grammar (1963)
- The Checklist of Fantastic Literature: A Bibliography of Fantasy, Weird and Science Fiction Books Published in the English Language (1948, 2. Aufl. 1972, 3. Aufl.: The Checklist of Science-Fiction and Supernatural Fiction, 1978)
- The Guide to Supernatural Fiction: A Full Description of 1,775 Books from 1750 to 1960, Including Ghost Stories, Weird Fiction, Stories of Supernatural Horror, Fantasy, Gothic Novels, Occult Fiction, and Similar Literature, with Author, Title and Motif Indexes (1983)
- Science Fiction: The Early Years: A Full Description of More Than 3,000 Science-Fiction Stories from Earliest Times to the Appearance of the Genre Magazines in 1930 with Author, Title, and Motif Indexes (1991, mit Richard Bleiler)
- Science-Fiction: The Gernsback Years: A Complete Coverage of the Genre Magazines Amazing, Astounding, Wonder, and Others from 1926 Through 1936 (1998, mit Richard Bleiler)

als Herausgeber
- Science Fiction Writers : Critical Studies of the Major Authors from the Early Nineteenth Century to the Present Day (1982)
- Supernatural Fiction Writers: Fantasy and Horror (1985)
  - erweiterte Ausgabe als: Supernatural Fiction Writers: Contemporary Fantasy and Horror (2 Bde., 2003, herausgegeben von Richard Bleiler)

### Anthologien
- Science Fiction Omnibus (1952, mit T. E. Dikty)
- Imagination Unlimited (1952, mit T. E. Dikty, auch als Men of Space and Time, 1953)
- Frontiers in Space: Selections From The Best Science Fiction Stories (1955, mit T. E. Dikty)
- The Castle of Otranto, Vathek, and the Vampyre (1966, auch als  Three Gothic Novels, 1966)
- Five Victorian Ghost Novels (1971)
- Eight Dime Novels (1974)
- Classic Ghost Stories by Charles Dickens and Others (1975, ungenannt)
- Three Supernatural Novels of the Victorian Period (1975)
- The Golem and The Man Who Was Born Again (1976)
- Three Victorian Detective Novels (1978)
- A Treasury of Victorian Detective Stories (1979)
- A Treasury of Great Victorian Ghost Stories (1981)

Anthologien zu einzelnen Autoren
- Three Prophetic Science Fiction Novels of H. G. Wells (1960)
- Best Ghost Stories of J. S. Le Fanu (1964)
- Ghost and Horror Stories of Ambrose Bierce (1964)
- The Best Tales of Hoffmann (E. T. A. Hoffmann, 1967)
- The King in Yellow and Other Stories (Robert W. Chambers, 1970)
- Best Max Carrados Detective Stories (Ernest Bramah, 1972)
- Gods, Men and Ghosts (Lord Dunsany, 1972)
- The Best Dr. Thorndyke Detective Stories (R. Austin Freeman, 1973)
- Best Ghost Stories of Algernon Blackwood (1973)
- Best “Thinking Machine” Detective Stories (Jacques Futrelle, 1973)
- Ghost Stories and Mysteries (J. S. Le Fanu, 1975)
- Best Martin Hewitt Detective Stories (Arthur Morrison, 1976)
- Great Cases of the “Thinking Machine” (Jacques Futrelle, 1976)
- The Collected Ghost Stories of Mrs J. H. Riddell (1977)
- The Best Supernatural Tales of Arthur Conan Doyle (1979)
- The Frank Reade Library (10 Bde., 1979–1986)
- The Old Man in the Corner: Twelve Mysteries (Baroness Orczy, 1980)

Best SF Stories (mit T. E. Dikty)
- 1 The Best Science Fiction Stories: 1949 (1949)
- 2 The Best Science-Fiction Stories: 1950 (1950)
- 3 The Best Science-Fiction Stories: 1951 (1951)
- 4 The Best Science-Fiction Stories: 1952 (1952)
- 5 The Best Science-Fiction Stories: 1953 (1953)
- 6 The Best Science-Fiction Stories: 1954 (1954)

Year’s Best SF Novels (mit T. E. Dikty)
- 1 Year’s Best Science Fiction Novels: 1952 (1952)
- 2 Year’s Best Science Fiction Novels: 1953 (1953)
- 3 Year’s Best Science Fiction Novels: 1954 (1954)

### Belletristik
- Firegang: A Mythic Fantasy (2006)
- Magistrate Mai and the Invisible Murderer (2006)

### Übersetzungen
- Johann Georg Schwandner: Calligraphia Latina (1958)
- Bertil Malmberg: Phonetics: Physiological Phonetics, Experimental Phonetic, Evolutionary Phonetics, Phonemics (1963)
- Gustav Meyrink, Paul Busson: The Golem and The Man Who Was Born Again (1976, Überarbeitung gekürzter Übersetzungen)
- Emanuel Sweerts: Early Floral Engravings: All 110 Plates From the 1612 “Florilegium.” (1976)
- Prophecies and Enigmas of Nostradamus (1979, als Liberte E. LeVert[3])